# Еві Захенбахер-Штеле
Еві Захенбахер-Штеле (нім. Evi Sachenbacher-Stehle, 27 листопада 1980) — німецька лижниця та біатлоністка, дворазова олімпійська чемпіонка.
Еві Захенбахер виступає на міжнародних змаганнях із 1998 року. Після одруження в 2005 році вона змінила прізвище на подівійне. 
Еві брала участь у трьох Олімпіадах. виборовши загалом 5 олімпійських медалей, з яких дві золоті — в складі збірної Німеччини в естафеті на Олімпіаді в Солт-Лейк-Сіті, та разом із Клаудією Нюстад у командному спринті у Ванкувері. На Туринській олімпіаді вона була позбавлена права брати участь у змаганнях на 5 днів у зв'язку з ненормально підвищеним рівнем гемоглобіну.
Захенбахер-Штеле здобула 6 медалей чемпіонатів світу й, загалом, має у своєму активі 14 перемог на різних стартах.